# Cinc races sota una unió (Manxukuo)
Cinc races sota una unió (en xinès tradicional: 五族協和, japonès: 五族協和) fou el lema nacional de l'estat de Manxukuo, per a referir-se als cinc grups ètnics del territoriː manxús, japonesos, xinesos han, mongols i coreans. Era similar al lema "Cinc races sota una unió" (xinès: 五族共和 ) utilitzat per la República de la Xina (1912–1949), per a referir-se als han, manxús, hui, mongols i tibetans, però el tercer dels quatre caràcters xinesos es va canviar de Junt (共) a Cooperació (協). Tots dos lemes es pronunciaven el mateix "Go zoku kyōwa" en japonès.
Aquest lema va ser simbolitzat a la bandera nacional de Manxukuo amb el fons de color groc (manxús) i quatre ratlles de colors a la cantonada superior esquerra: vermell (japonès), blau (xinès han), blanc (mongols) i negre (coreans).

## Galeria

Emblema de la Companyia d'Aviació de Manxúria, 1931–1945
Emblema de guerra de Manxukuo, 1932–1945
Insígnia de l'Exercit de Manxukuo, 1932–1945
Emblema de la Força Aèria de Manxukuo, 1937–1945
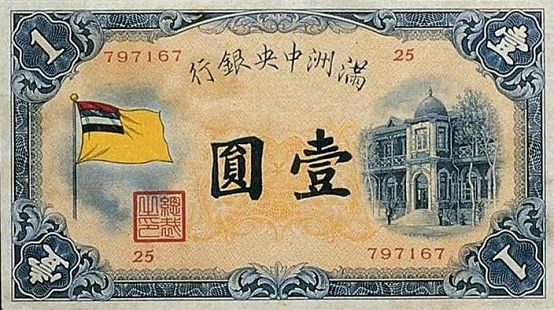
Bitllet d'1 yuan del Banc Central de Manxú, 1932
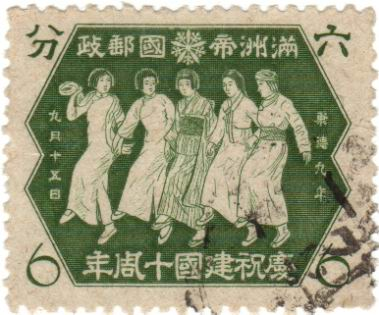
Segell commemoratiu proclamant la "Concòrdia de Nacionalitats"
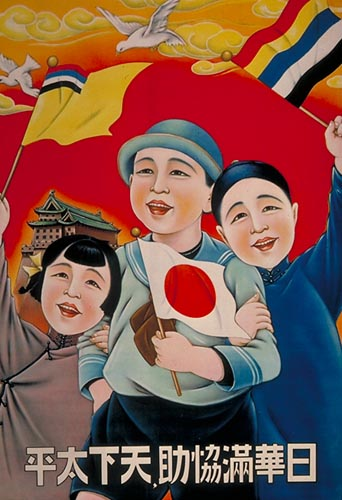
"Amb la cooperacio del Japó, Xina i Manxukuo, el món podrà ser en pau", 1935